# موز باريوي
موز باريوي (الاسم العلمي: Musa barioensis) هو نوع من النباتات يتبع جنس الموز من فصيلة الموزية.